# Rimantas Žvingilas
Rimantas Žvingilas (Klaipėda, 3 settembre 1973) è un allenatore di calcio ed ex calciatore lituano, di ruolo attaccante.

## Carriera

### Giocatore

#### Club
Žvingilas cominciò la carriera con la maglia del Sirijus Klaipėda, per poi trasferirsi all'Aras Klaipėda. Dopo un'esperienza al Kareda Šiauliai, venne ingaggiato dai belgi del KRC Harelbeke.
Conclusa questa esperienza, si trasferì in Russia, prima al Torpedo Mosca e poi alla Dinamo San Pietroburgo. Dopo un breve ritorno in patria, all'Atlantas (nuovo nome dell'Aras Klaipėda), venne ingaggiato dai kazaki dello Şaxter. Nel 2004 tornò in Lituania, per giocare nello FBK Kaunas, per chiudere infine la carriera all'Atlantas.

#### Nazionale
Tra il 1995 e il 2001, giocò 25 partite per la Lituania, realizzando 3 reti.

### Allenatore
Nel 2011, Žvingilas fu nominato allenatore dei norvegesi del Bergsøy. Il 22 aprile 2011 lasciò il club per ragioni personali.

## Palmarès

### Giocatore

#### Club
- Campionato lituano: 2

Kareda Šiauliai: 1996-1997
FBK Kaunas: 2004
- Coppa di Lituania: 2

Kareda Šiauliai: 1996
FBK Kaunas: 2004
- Supercoppa di Lituania: 2

Kareda Šiauliai: 1996
FBK Kaunas: 2004

### Nazionale
- Coppa del Baltico: 1

1996